# Daniel Floijerus
Daniel Laurentii Floijerus, född 1622 i Barkeryds församling, död 30 juni 1688, var en svensk präst.

## Biografi
Daniel Floijerus föddes 1622 i Barkeryds församling. Han var son till kyrkoherden Laurentius Andreæ den yngre och Elisabet. Floijerus blev 1645 student vid Dorpats universitet och disputerade där 1650 och 1654. Han promoverades 1654 till filosofie magister och blev 1658 kyrkoherde i Södra Unnaryds församling. Floijerus var predikant vid prästmötet 1661 och avled 1688.

### Familj
Floijerus gifte sig första gången med Anna Månsdotter (död 1670). Hon var dotter till kyrkoherden Magnus Benedicti i Agunnaryds församling. Anna Månsdotter var änka efter kyrkoherden Magnus Andreae Wexionensis i Södra Unnaryds församling.
Floijerus gifte sig andra gången med Elsa Trulsdotter Trogenia. Hon var dotter till inspektorn Truls Trogen. De fick tillsammans barnen Anna Elisabet Flojerus (född 1674) som var gift med lektorn Jonas Nicander i Växjö och komministern Jonas Hielmerus i Lidhults församling och sergeanten Lars Floijerus (född 1675) vid artilleriet. Efter Floijerus död gifte Trogenia om sig med kyrkoherden Benedictus Dorthenius i Södra Unnaryds församling.